# Джонс, Томас

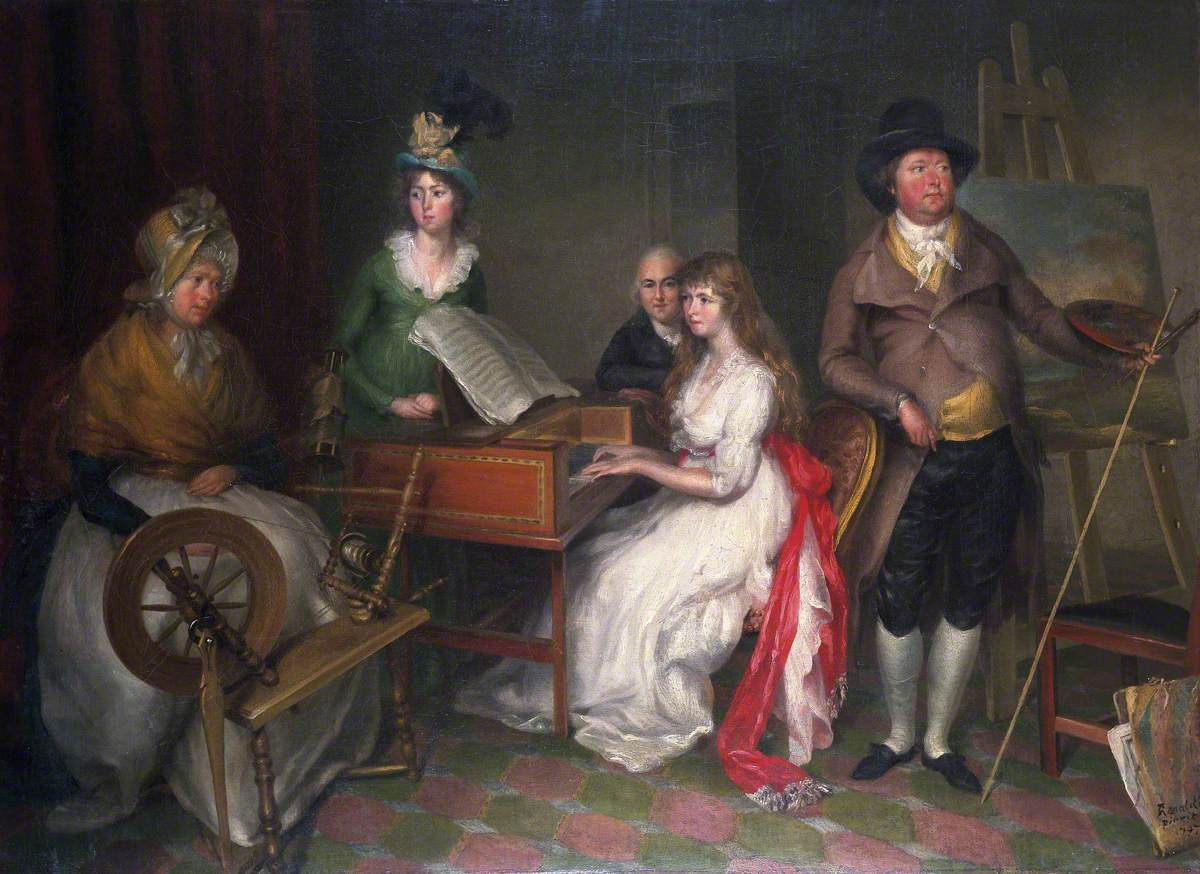
Франческо Ренальди Семья Т.Джонса (1797)

Томас Джонс (Пенкерригский) (англ. Thomas Jones (of Penkerrig); 26 сентября 1742, Трефоннен, Радноршир — 29 мая 1803, Лландриндод, Уэльс) — валлийский художник-пейзажист. Был мастером классического пейзажа XVIII столетия.

## Жизнь и творчество
Томас Джонс был вторым из шести детей уэльского помещика Томаса Джонса. Образование получил в колледже Христа города Брекон; в 1759 году поступил в колледж Иисуса Оксфордского университета, где обучался благодаря материальной поддержке своего дяди. В 1761, после кончины дяди, Томас Джонс прервал своё университетское обучение и начал жизнь свободного художника. Приехав в Лондон, он с ноября 1761 года обучался живописи у Уильяма Шипли, а в 1763 — у лучшего английского художника-пейзажиста своего времени, Ричарда Уилсона. Творческое влияние Уилсона ощущалось в работах Томаса Джонса затем длительное время.
В 1765 году художник начал выставлять свои полотна в лондонском Обществе художников (Society of Artists), будущей Королевской академии живописи. Начиная с 1769 года он, помимо пейзажей, создавал также картины на исторические, литературные и мифологические темы. В этих своих работах Джонс сотрудничал с художником Джоном Г. Мортимером, выписывающим на полотнах человеческие фигуры. Одной из наиболее известных картин Т. Джонса является относящаяся к этому периоду полотно «Бард» (1774), созданное по одноимённому стихотворению Томаса Грея. В 1771 году Т. Джонс был избран членом Общества художников, а в 1773—1774 годах был его директором. В этот период он написал — маслом на бумаге — большое количество пейзажей малой формы.
В сентябре 1776 года Джонс уехал в Италию, где рисовал большое количество пейзажей прекрасной итальянской природы — как маслом, так и акварели. Наиболее известна его серия пейзажей окрестностей и видов Неаполя, созданная в 1782—1783 годах. Первую же картину Джонса, выставленную на комиссию в Италии — «Закат над Альбанским озером» — приобрёл английский аристократ Фредерик Герви, 4-й граф Бристоль, ставший впоследствии меценатом-покровителем Т. Джонса. В Италии Т. Джонс встречался с датчанкой Марии Монке, ставшей его спутницей жизни. Жил он длительное время с ней в Неаполе, где у него родились 2 дочери. Художник вернулся вместе с М. Монке и 3 дочерьми на родину в 1783 году, после того, как узнал о смерти отца (скончался в 1782).
По приезде в Англию Джонс попытался продолжить свою карьеру художника в Лондоне, однако жизнь в столице оказалась слишком дорогой для его большого семейства. Тем не менее он в 1784—1798 годах выставил 10 своих полотен в Королевской академии. Последние годы своей жизни мастер жил и работал в родном Уэльсе, в Пенсерриге. В сентябре 1789 года он сочетался браком с Марией Монке. В это время Джонс начал интересоваться сельским хозяйством. В 1791 году он написал поэму под названием «Petraeia», где выражал свою любовь к Пенсерригу и родному Уэльсу. В 1951 году была также опубликована составленная им автобиография Memoirs of Thomas Jones of Penkerrig. В 1791 году Т. Джонс стал Верховным шерифом графства Радноршир.
Скончался художник в 1803 году от стенокардии. Пейзажи Т. Джонса подбором красок, игрой светотени и техникой исполнения предшествуют произведениям К. Коро и художников Барбизонской школы.

## Галерея

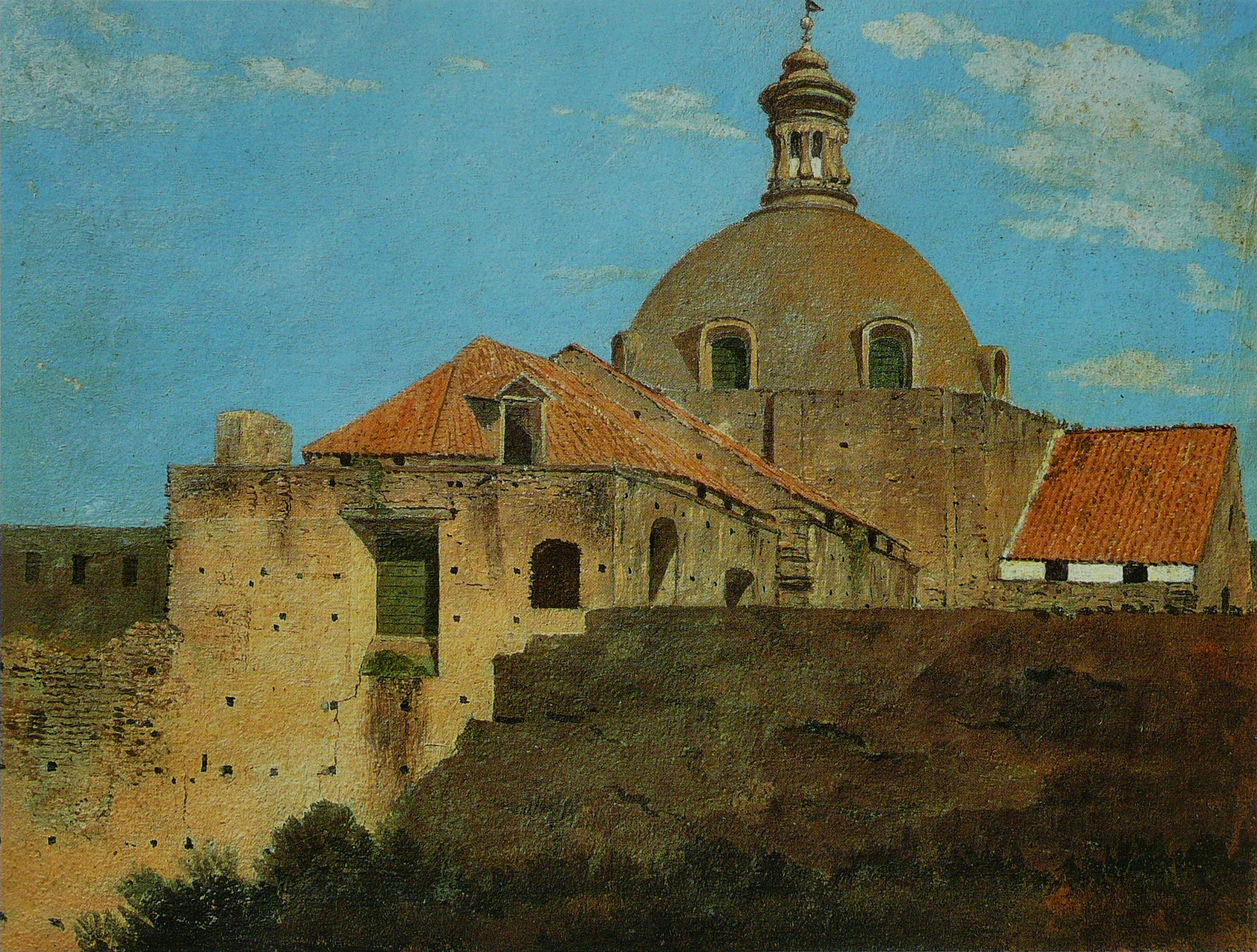
Новая капелла Санта-Мария
Бард
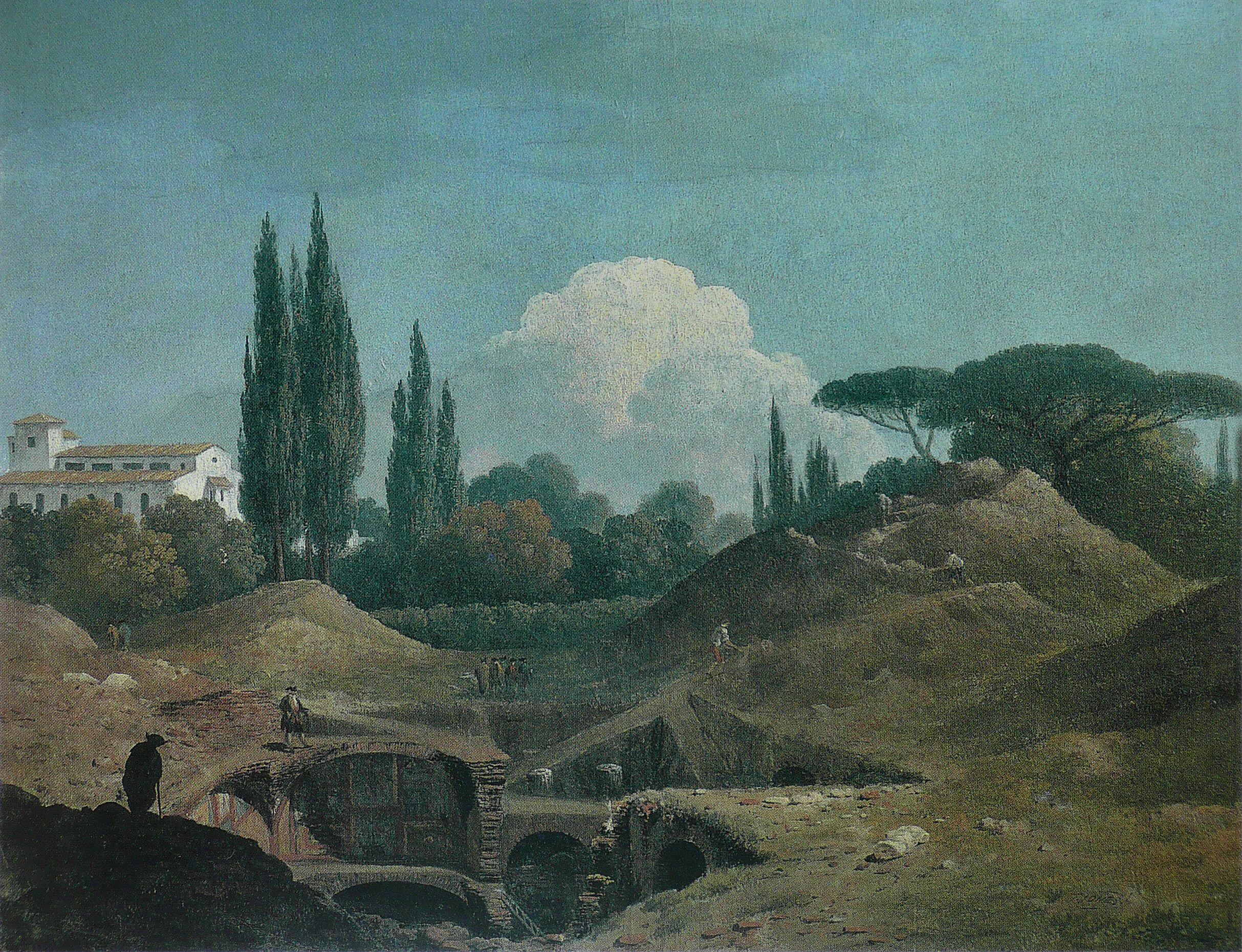
Раскопки на вилле Монтальто Негрони
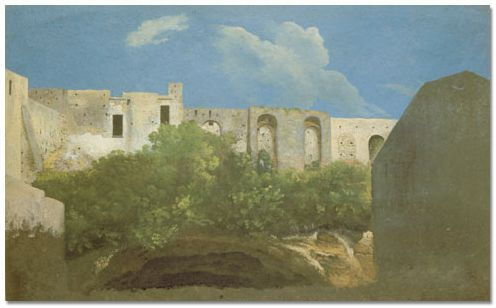
Развалины здания в Неаполе
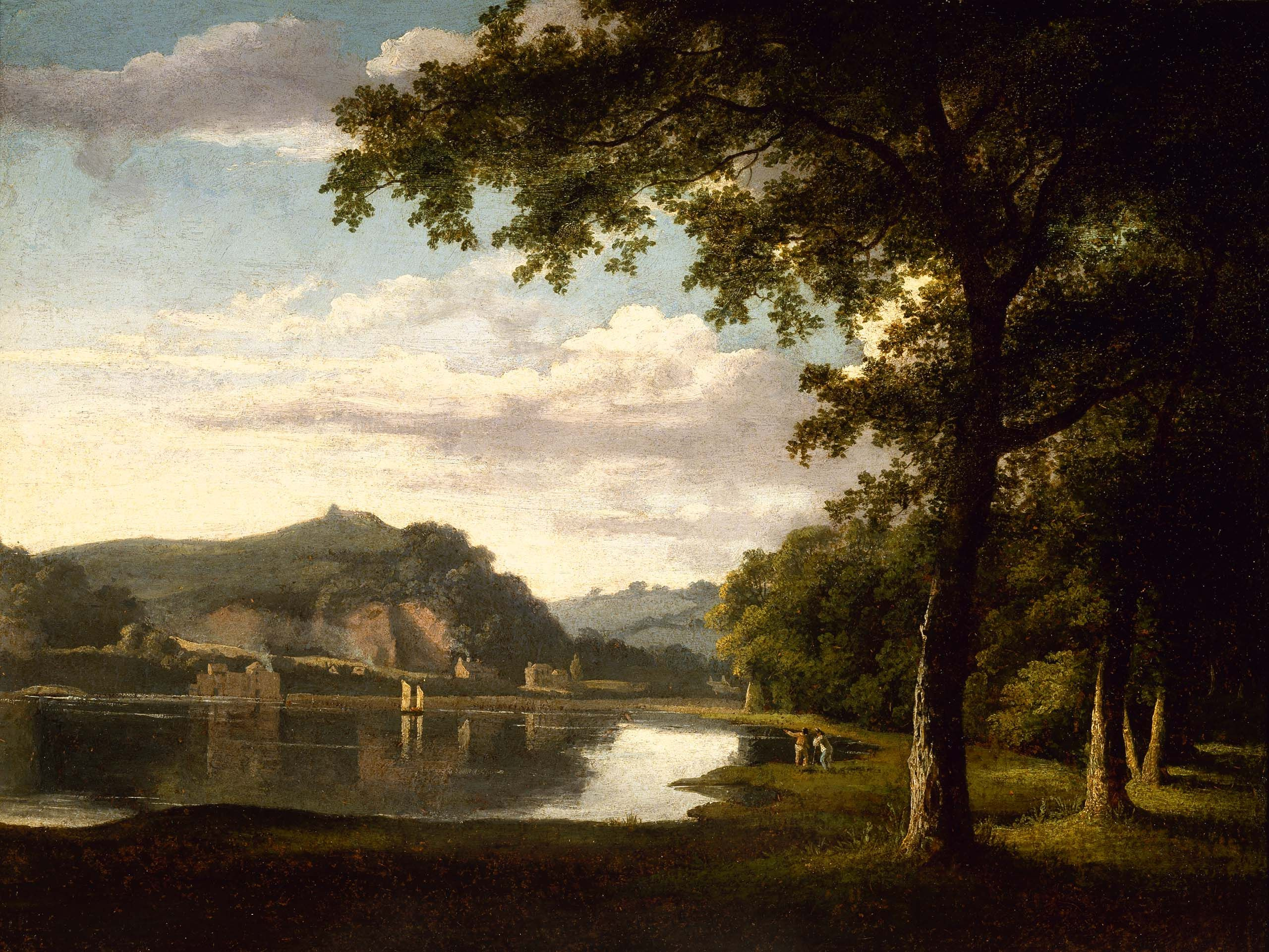
Пейзаж с видом на реку Вье
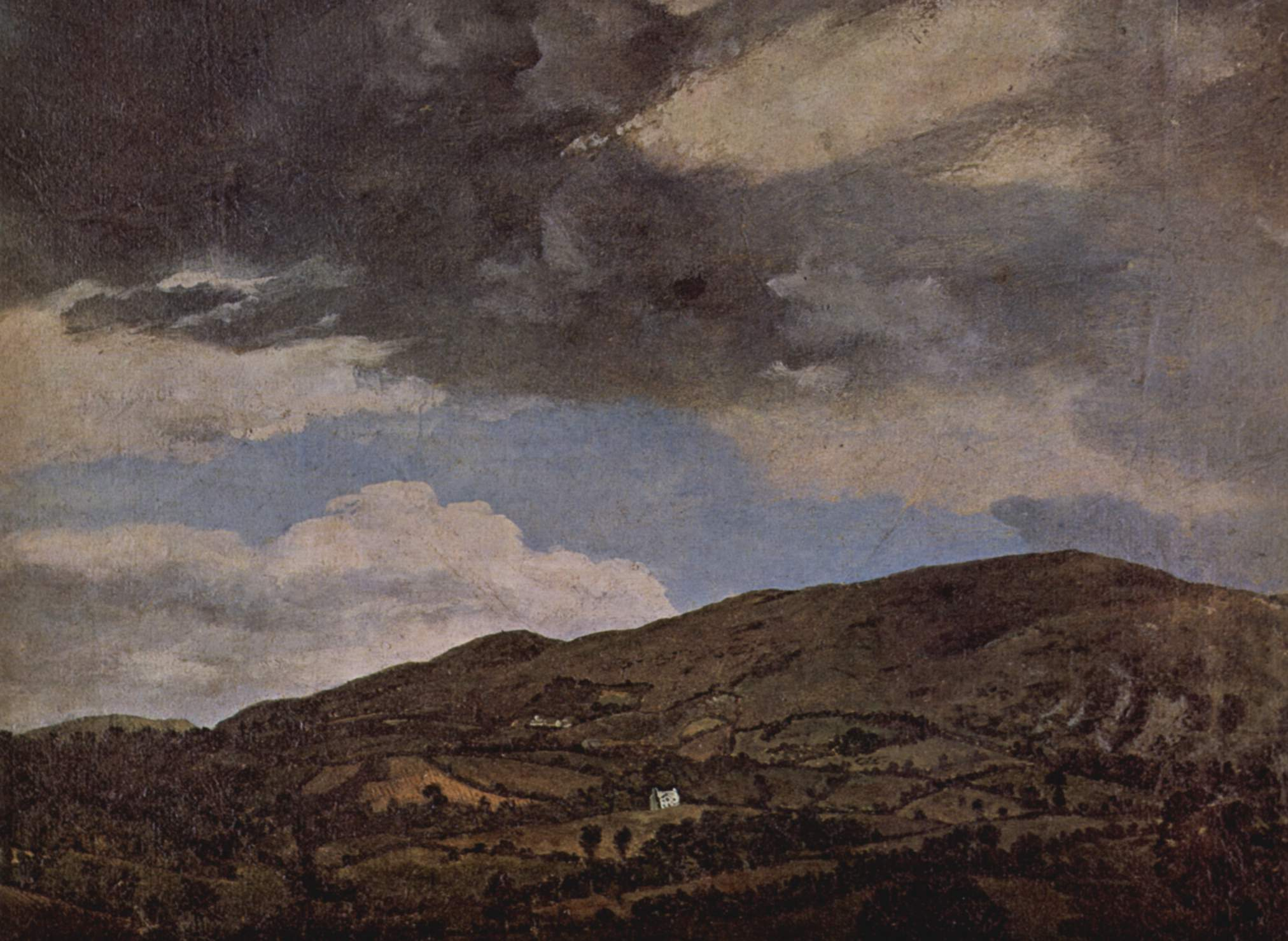
Пенкерриг (1772)
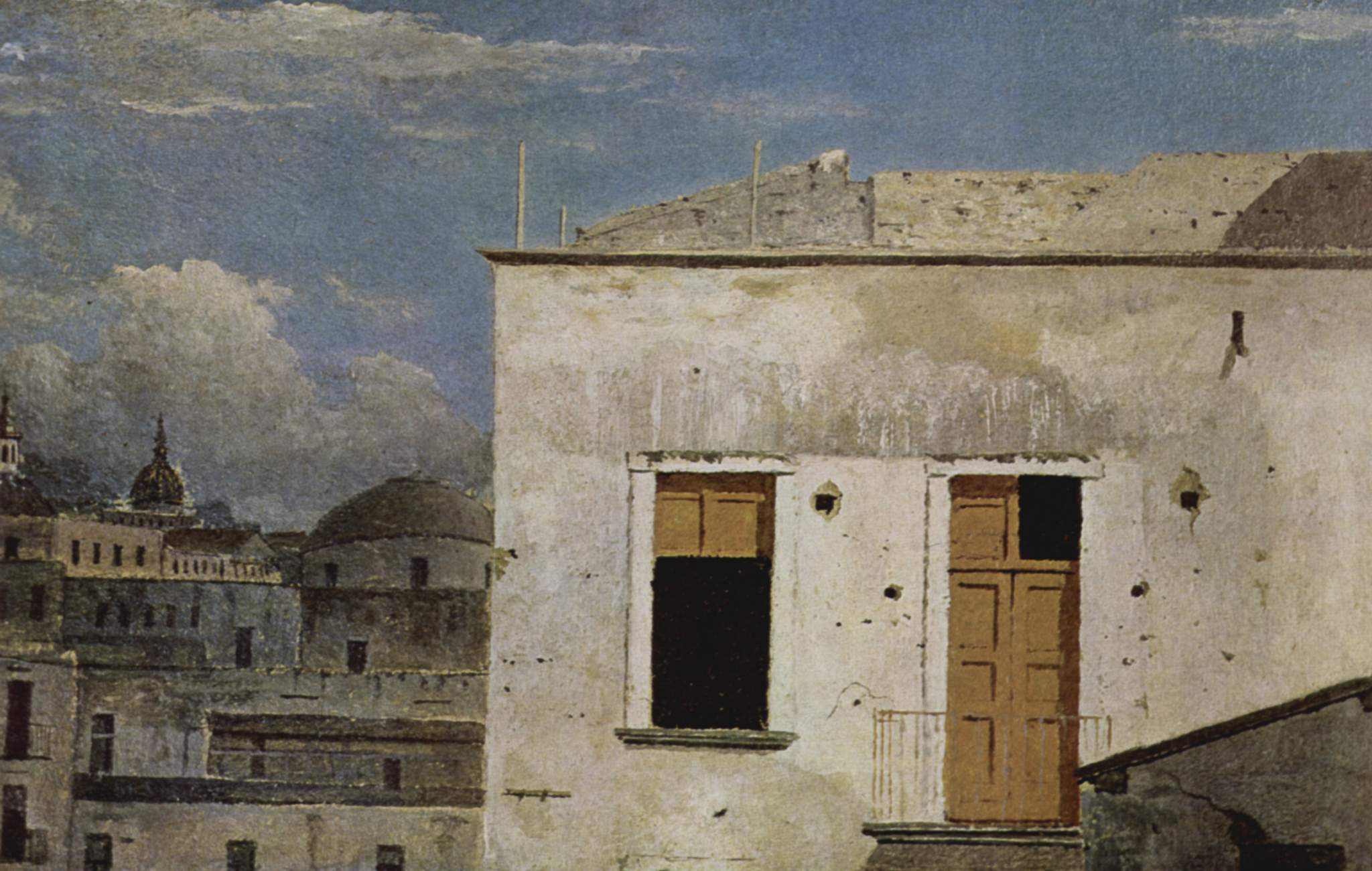
Дома Неаполя (1782)
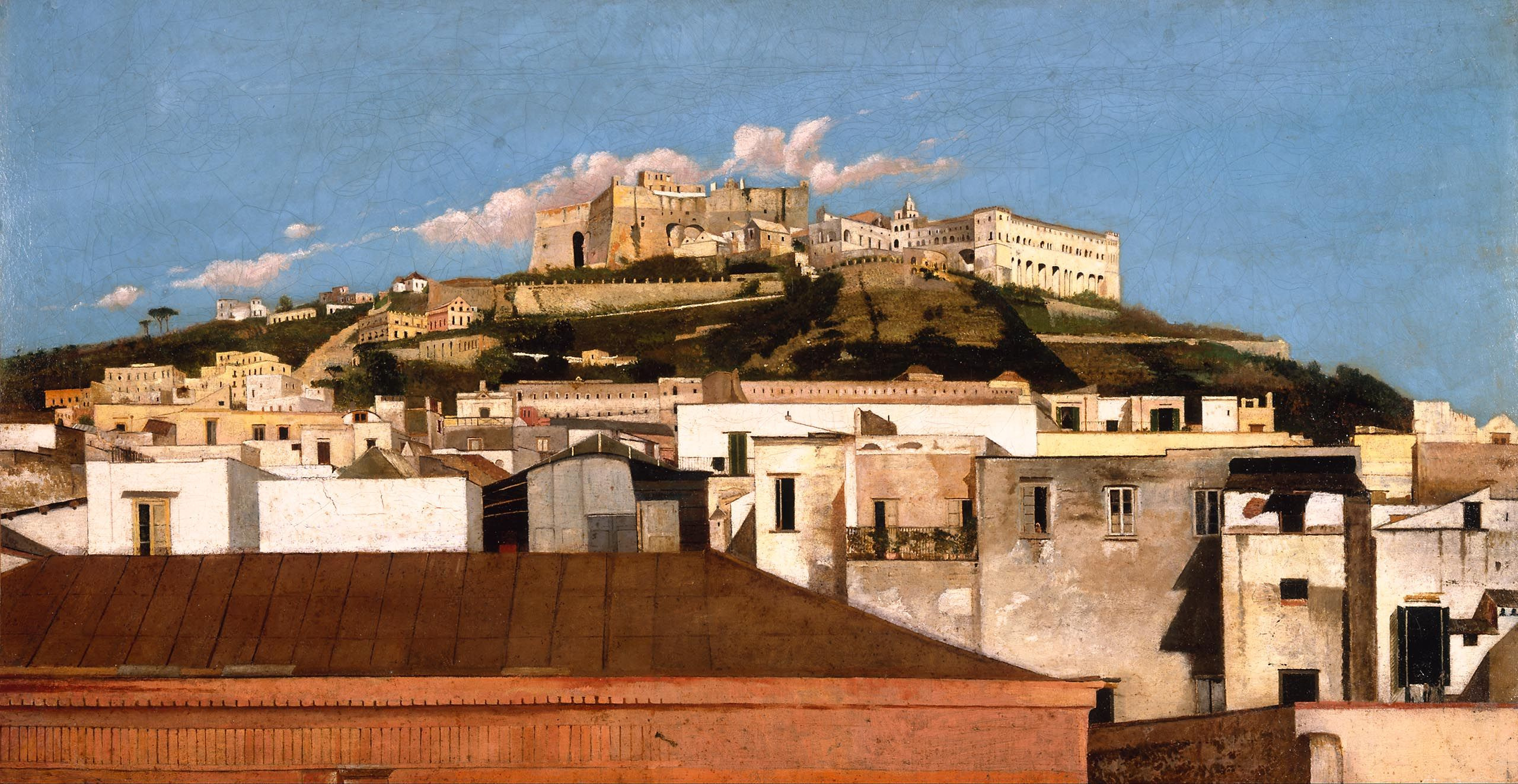
Вид на замок Сант-Эльмо близ Неаполя
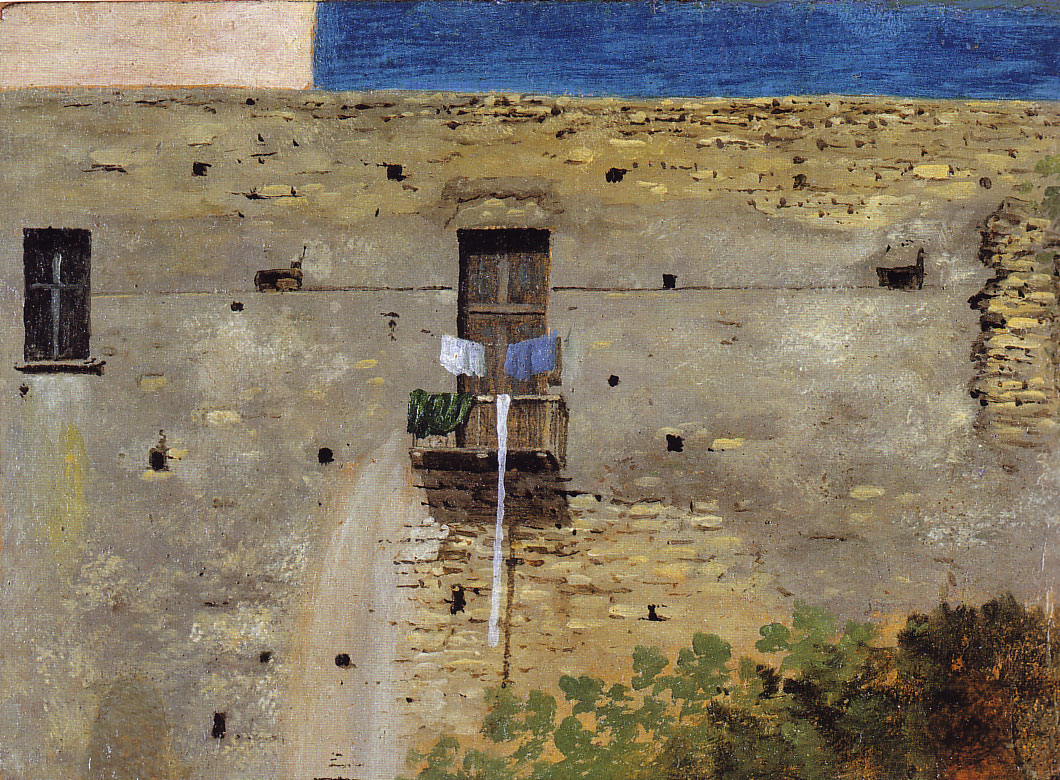
Стена в Неаполе
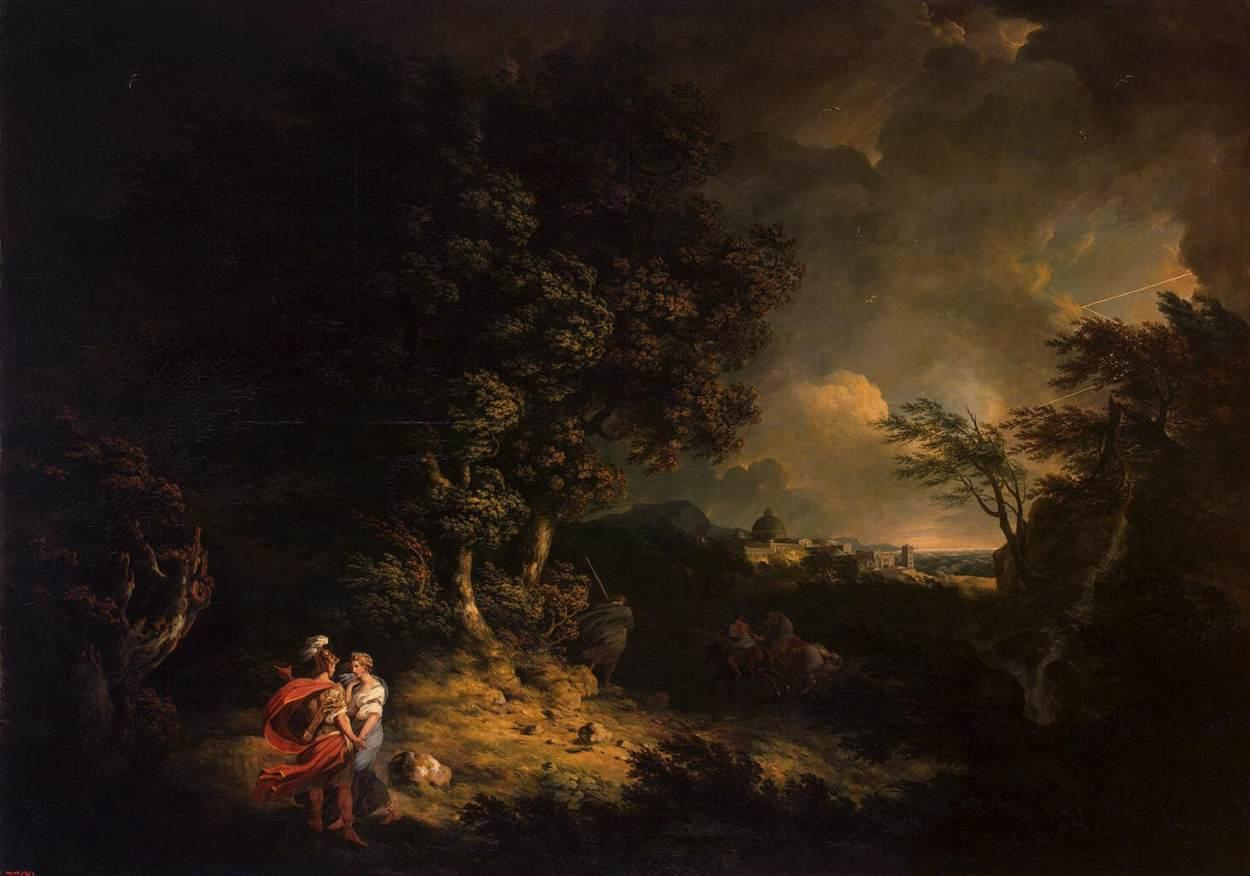
Пейзаж с Дидоной и Энеем (1769). Государственный Эрмитаж